# 自流含水層

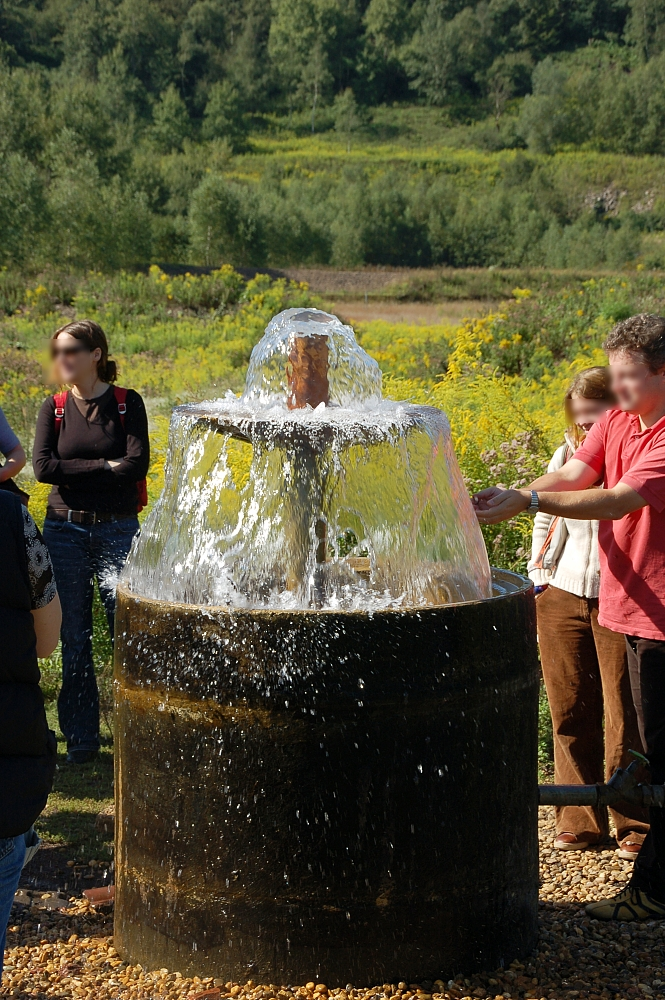
自流含水層井

自流井是一种承壓含水層，內含地下清水。自流含水層井內的水位會根據流體靜力平衡來移動，這種井稱為自流含水層井。这种现象于1126年由亚多亚省利莱尔的修道院修士们发现，西方语言的自流含水层（法語：puits artésien）即来自“亚多亚”（Artois）这个地名。